# 小行星3400
小行星3400（3400 Aotearoa）是一颗围绕太阳公转的小行星。1981年4月2日，艾倫·C·吉爾摩、潘蜜拉·M·基爾馬汀在蒂卡普湖发现了此天体。
这颗小行星的绝对星等为253.65576等。